# 科陶德美術館
科陶德美術館（Courtauld Gallery）是位於英國倫敦薩默塞特府的一座美術館。考陶爾德美術館是科陶德艺术學院的博物館，收藏展示自中世紀至近代的油畫、素描、雕塑等藝術作品，其中尤以法國的印象派和後印象派畫作而著稱。美術館收藏了530張繪畫和超過26,000張素描和版畫。
科陶德美术馆于2018年9月3日关闭，开始至少为期两年的改建工程对场馆进行更科学的整修。改建工程的名称为“Courtauld Connects”。